# Sexe i gènere
Al llarg de la història, sexe i gènere sexual han estat molt vinculats, ja que el gènere i el sexe eren el mateix concepte. En el moment del naixement, de manera habitual socialment s'atribueix a l'individu el gènere en funció del sexe, és a dir, dels seus òrgans sexuals. No obstant això, avui dia sabem que el sexe i el gènere són conceptes que no tenen per què anar lligats, com diferents estudis han demostrat.

## Definició dels conceptes

### Sexe
Segons la Gran Enciclopèdia Catalana, la paraula sexe respon a:
| «                             | Conjunt de modalitats bioquímiques, fisiològiques i orgàniques que polaritzen els individus d'una mateixa espècie en mascles i femelles [...]. | » |
| — Gran Enciclopèdia Catalana, | |   |

L'Organització Mundial de la Salut diu que el sexe és el conjunt de característiques, tant fisiològiques com biològiques, amb les que es poden definir els mascles i les femelles, i els categoritza sexualment.
En canvi, el Consell Nacional de Lesbianes, Gais, Bisexuals, Transgèneres i Intersexuals, fa una definició més complexa i entén per sexe aquelles característiques biològiques diverses que prenen sentit mitjançant el contacte amb la cultura i tot i que es pressuposa que tothom té cos de mascle o femella, la realitat és molt diferent.
En aquest sentit, també el glossari de l'Associació Chrysallis ens diu que les característiques corporals: 
| « | En cap cas determinen la identitat sexual de les persones i no s'ha de tenir com a referència la combinació cisexual com a model de “normalitat biològica” o com a norma. | » |

El sexe es determina d'acord amb els òrgans sexuals, és un terme biològic de qualitats objectives: cromosomes (XX o XY), òrgans reproductors (masculins, femenins), predomini d'hormones (testosterona o estrògens), qualitats físiques (pits, veu, vellositat, musculatura). El sexe, a diferència del gènere, és binari: mascle i femella.

### Gènere
La paraula gènere és un concepte lingüístic que es va introduir en psicologia a la dècada del 1950 i què amb el pas dels anys ha anat evolucionant.
Segons la Gran Enciclopèdia Catalana, el gènere és una construcció social dels trets, rols, atributs, etc., que una cultura atorga a la feminitat i la masculinitat tenint com a punt de referència els genitals que té cada persona.

L'Organització Mundial de la Salut diu que la paraula gènere significa:
| « | El gènere es refereix als conceptes socials de les funcions, comportaments, activitats i atributs que cada societat considera apropiats pels homes i les dones. Les diferents funcions i comportaments poden generar desigualtats de gènere, és a dir, diferències entre els homes i les dones que afavoreixen sistemàticament a un dels dos grups. | » |

El Consell Nacional de Lesbianes, Gais, Bisexuals, Transgèneres i Intersexuals, explica que gènere respon a un constructe social que ha anat evolucionant al llarg del temps i que és diferent en cada cultura. Està deslligat de la biologia de la persona i de la orientació sexual, i no és binari.
Seguin el mateix fil, l'Associació Chrysallis en el glossari de la seva pàgina web, defineix gènere com:
| « | El conjunt de característiques adoptades, social i culturalment, com expressió i manifestació de la identitat sexual de les persones. | » |

El gènere és una construcció social, determinada per l'evolució històrica de cada cultura i, per tant, és un constructe subjectiu, dinàmic i vinculat a les tradicions i a les modes. El gènere implica una sèrie de comportaments i rols que s'han de desenvolupar per tal que socialment siguem acceptats com a dones o homes. En aquest sentit, per mantenir aquestes categories socials, diàriament cal demostrar amb comportaments, aficions, vocabulari, i estètica que som dignes de la nostra etiqueta social. Aquestes característiques són fluctuants i varien en funció de cada època i cultura. Per exemple, les faldilles escoceses són un signe de masculinitat en la cultura d'Escòcia, en canvi, a Espanya, com molts d'altres països, no contempla la faldilla com un element de masculinitat, al contrari és un signe exclusivament de feminitat.
Tot i això, cada vegada es consideren altres varietats de gènere que van més enllà del binarisme (masculí i femení): el fluid (les persones que se senten homes i dones, depenent del moment o del dia) i el no binari (aquelles que no se senten identificades amb cap dels gèneres binaris o amb el dos alhora).

## Encreuament dels conceptes
La Gran Enciclopèdia Catalana i l'OMS lliguen el gènere al sexe biològic (genitals) de les persones, pel que el gènere passa a ser una categoria que s'assigna a les persones en el moment de nàixer depenent del tipus de genitals que tenen.
Quan es parla de sexe i de gènere, tradicionalment les fonts que s'utilitzen per l'educació, parteixen del binarisme cisexista i les definicions de la Gran Enciclopèdia Catalana i l'OMS, és a dir, de que hi ha dos sexes (femella - mascle) i per tant, únicament dos gèneres (dona - home). En canvi, actualment existeixen recursos pedagògics, actuals i vigents, realitzats per administracions públiques que permeten treballar en les escoles la diversitat afectiva, sexual i de gènere en l'educació primària.
El Consell Nacional de Lesbianes, Gais, Bisexuals, Transgèneres i Intersexuals i l'Associació Chrysallis ens expliquen que el gènere és una construcció social i cultural, i el sexe un tret físic que no sempre té perquè coincidir amb el gènere ni l'orientació sexual, pel que a partir d'aquestes definicions no ens podem basar en el binarisme sexual ni en el binarisme de gènere.
Per tal de poder ampliar aquesta perspectiva més complexa, acord amb la realitat i que ha anat evolucionant des dels anys 50 quan el sexòleg neozelandès John William Money va incloure el terme gènere a les ciències de la salut per tal de poder explicar que hi havia persones hermafrodites amb una vida sexual que tan sols podia ser entesa mitjançant el concepte gènere i no a partir dels coneixements que es tenien del sexe, es poden consultar una infinitat d'estudis, publicacions, i pàgines web de persones expertes en el tema i de les que tot seguit es copsa una mostra.
Per començar, es troba la publicació "Dibuixant el gènere" és un llibre il·lustrat sobre sociologia de gènere de l'investigador, sociòleg, escriptor i professor especialitzat en gènere Gerard Coll Planas, i la dibuixant Maria Vidal en el que es treballa si la diferència entre dones i homes és una qüestió biològica, o bé cultural. Basat en aquest mateix llibre, ambdós autors han fet també un projecte audiovisual que consta de 4 capítols amb els que pretenen arribar a la major quantitat de públic i mitjançant els quals, amb imatges senzilles i des de la mirada d'éssers provinents d'un altre món, expliquen les aportacions dels resultats obtinguts dels estudis de gènere.

També la doctora en psicologia social per la Universitat de Barcelona, escriptora, conferenciant, especialista en polítiques d'igualtat, lideratge i apoderament de les dones a l'empresa i a la política Sara Berbel Sánchez, en l'article "Sobre género, sexo y mujeres" del diari digital feminista Mujeres en Red ens diu que:
Una primera confusión es la que se produce entre género y sexo. El sexo viene determinado por la naturaleza, una persona [...]. En cambio, el género, varón o mujer, se aprende, puede ser educado, cambiado y manipulado.
No pot faltar la cita del llibre El segon sexe de la feminista, professora, escriptora i filòsofa existencialista francesa Simone de Beauvoir, en la que diu:
No se nace mujer: llega una a serlo. Ningún destino biológico, físico o económico define la figura que reviste en el seno de la sociedad la hembra humana; la civilización en conjunto es quien elabora ese producto intermedio entre el macho y el castrado al que se califica como femenino. 
Per acabar, la historiadora Joan Wallach Scott, més coneguda com a Joan Scott, ha fet grans contribucions en la història de les dones i en el significat del concepte gènere. Així doncs, podem veure com en el seu llibre "El género: una categoría útil para el análisis histórico", ens diu que el gènere és una categoria cultural i relacional, i per tant, un component més de les relacions socials.
En conclusió, els encreuaments sexe - gènere no es poden contemplar ja des del binarisme cisexista, sinó des de la riquesa d'una varietat de combinacions diferents d'orientacions sexuals i d'identitats de gènere.
Les orientacions sexuals, estant categoritzades en heterosexuals, bisexuals, homosexuals, asexuals i pansexuals, però aquestes no en determinen la totalitat, ja que si es pren com a referència la "Guidelines for Psychological Practice with Lesbian, Gay and Bisexual Clients" de l'Associació Americana de Psicologia per ser l'organització científica i professional de psicòlegs més gran del món, s'obre la mirada a la fluïdesa continua que sobrepassa les esmentades categoritzacions.